# Bible Black
Bible Black (バイブルブラック?, Baiburu Burakku) è un eroge nukige, creato da Sho Hanebu e Yasuyuki Muto, prodotto in Giappone nel 2000, da cui è stata tratta una serie animata nel 2001.
La storia, relativamente architettata e approfondita per il genere, è intrisa di misticismo, simbolismo e sesso. Essa ruota attorno a un antico libro di incantesimi, la "Bibbia Nera" del titolo, e delle conseguenze che essa ha sulle persone abbastanza sfortunate da entrarne in possesso.
È suddiviso in un ciclo di quattro serie, ognuna recante a un titolo legato a eventi o icone reali dell'esoterismo, quali la Notte di Walpurgis o la lancia di Longinus.
Esiste un seguito, Bible Black: The Infection, pubblicato il 14 luglio 2008 in Giappone, e successivamente pubblicato in lingua inglese il 28 giugno 2011, con il titolo Bible Black 2.

## Visual novel
La prima visual novel ha ispirato la prima serie animata. Taki Minase è uno studente delle scuole superiori, che trova un libro di magia nera nello scantinato della scuola. Ed inizia così a dedicarsene, ottenendo benefici sessuali sia per sé che i suoi amici, finché altre persone malvagie si interessano ai suoi poteri, e al modo per ottenerli. Così, le vere origini del libro si svelano, e l'incidente avvenuto dodici anni prima, quando le forze malvagie erano al loro apice, viene alla luce. Dopo essersi ripreso dall'influsso maligno del libro, Minase cercherà in ogni modo di redimersi, e di trarre in salvo se stesso e la ragazza di cui è segretamente innamorato.
Nel videogioco sono presenti 12 finali diversi, a seconda del percorso scelto durante la storia, ma solo uno è descritto come canonico.

### Finali
- 1 - True Ending Titolo: Kurumi Imari

Il vero finale del gioco, Minase riesce a salvare Imari e copula con lei. Non si può ottenere all'inizio, ma occorre completare gli altri scenari.
- 2 - Evil Ending Titolo: Evil Never Dies

Minase decide di tenere il potere del libro nero per sé stesso, tradendo Kitami al contempo.
- 3 - Evil Ending Titolo: Deceivers

Kitami riesce nel proprio scopo, e così a scuola lei, Shiraki, Minase e Imari, si lasciano andare alla più totale depravazione.
- 4 - Normal Ending Titolo: Rika Shiraki

Minase si ritrova drogato, e costretto a copulare con Shiraki incinta.
- 5 - Bad Ending Titolo: Reika Kitami

Minase non cade nella tentazioni di Kitami e Saeki. Kitami così lo obbliga con la magia nera a eiaculare sul suo seno, fino alla morte.
- 6 - Bad Ending Titolo: Mika Ito

Ito si vendica di Minase, seducendolo; per poi drogarlo e ucciderlo durante il sesso.
- 7 - Bad Ending Titolo: White Room

Simile al vero finale del gioco, ma Minase viene ricoverato in un ospedale psichiatrico.
- 8 - Bad Ending Titolo: On The Road

Il secondo finale, dove Minase viene ucciso da Ito che lo accoltella.
- 9 - Bad Ending Titolo: Art Room

Minase e Miss. Takashiro vengono drogati, così che facciano sesso continuamente.
- 10 - Bad Ending Titolo: Miyuki Nonogusa

Nonogusa si vendica di Minase, violentandolo negli spogliatoi assieme a un'amica.
- 11 - Bad Ending Titolo: Knife

Minase viene ucciso provando a fermare Kitami con un coltello.
- 12 - Bad Ending Titolo: Hiroko Takashiro

Miss. Takashiro riesce a uccidere Minase, dopo avergli chiesto di copulare con lui.

## OAV

### Bible Black

#### Trama
Il protagonista è Minase, giovane liceale che, spinto dalla curiosità, esplora l'ala abbandonata del liceo che frequenta. Dopo aver sottratto la chiave dagli oramai fatiscenti locali sotterranei, verosimilmente magazzini, li esplora, imbattendosi in una stanza diversa dalle altre: le pareti sono infatti coperte da macchie scure e strani simboli (tutti appartenenti alla simbologia propria della magia nera, come ad esempio i pentacoli disegnati con la punta superiore della stella rivolta all'ingiù). Nella stanza è presente uno spoglio altare in pietra, circondato da vecchie candele, e posto al centro di un circolo, disegnato sul pavimento col gesso. Accese le candele e scosso dall'ambiente, si innescano una serie di eventi, che fanno aprire un piccolo compartimento cavo nella parte inferiore dell'altare. Al suo interno, Minase trova un antico libro, sigillato da una catena d'argento: nelle sue pagine sono trascritti incantesimi di vario tipo, in grado sia di controllare le pulsioni più primitive dell'essere umano, (e quindi la libido) sia di effettuare delle vere e proprie evocazioni. La "Bibbia Nera" è scritta, come rivelato nel primo episodio della serie Bible Black Origins, in un linguaggio ibrido, derivato dal latino, dal francese e dall'italiano. La maggior parte degli incantesimi richiede un tributo di sangue, direttamente proporzionale alla sua complessità.
Sempre in Origins, viene rivelato come le ragazze del club di magia, (la stessa riscoperta fatta oltre un decennio dopo da Minase), le prime ad aver rinvenuto e parzialmente tradotto il libro, avessero iniziato a utilizzare i suoi incantesimi, fino al tentativo di aprire uno dei cancelli del mondo demoniaco: questo tipo di evocazione superiore, tuttavia, richiede un sacrificio umano. Per questo motivo venne condotta nella sede del club Kitami, giovane studentessa appena trasferitasi. La morte di Kitami non fu però sufficiente per compiere l'incantesimo e tutte le altre componenti che avevano preso parte al rituale vennero uccise dalla capogruppo, nel tentativo di ottenere un tributo di sangue sufficiente per la riuscita della magia. Il massacro coinvolge anche la capogruppo, pugnalata da Kitami in punto di morte. A seguito della vicenda, i locali (e, di conseguenza, il libro) vennero sigillati e dimenticati.
Minase usa gli incantesimi contenuti nella bibbia nera per far innamorare una ragazza di sé: Shiraki, ignaro, tuttavia, sia del passato del volume, sia del fatto che l'evocazione fosse in realtà riuscita: un demone aveva infatti offerto a Kitami un nuovo corpo, e l'accesso agli incantesimi più potenti della magia nera (tra cui la capacità di trasformare il suo clitoride in un pene, trasformandosi in una Futanari), qualora essa avesse acconsentito, dodici anni dopo, a restituirgli quello stesso corpo, compreso di anima. Da quel momento, Kitami cerca disperatamente non solo di trasferire la propria anima in un altro corpo, (di una vergine) prima dello scadere del tempo di grazia, ma anche di consumare la sua vendetta, verso coloro che l'avevano assassinata.
Ai tempi della storia della prima serie, è l'infermiera del liceo di Minase.
Sarà compito di Minase, a cui Kitami ha fatto dono di un demone personale (che aumenta considerevolmente le sue facoltà magiche latenti), scegliere se redimersi, o seguire la crudele infermiera assetata di vendetta sulla strada del male, sacrificando le persone che ama.

#### Personaggi
- Taki Minase (水無瀬 多喜?, Minase Taki)

Capelli: neri
Occhi: verdi
Protagonista della prima serie, è innamorato segretamente della sua amica Imari, ma l'influenza malefica della Bibbia Nera lo conduce nelle braccia di altre ragazze.
- Kurumi Imari (伊万里 胡桃?, Imari Kurumi)

Capelli: marrone
Occhi: azzurri
Amica d'infanzia di Minase col quale litiga spesso. Anche se non lo mostra apertamente è molto affezionata a Minase, e segretamente lo ama. Finisce nelle mire di Kitami essendo una vergine.
- Reika Kitami (北見 麗華?, Kitami Reika)

Capelli: biondi
Occhi: blu
Infermiera della scuola, in realtà si tratta della ragazza che fu sacrificata 12 anni prima in un rito magico. Trama nell'ombra alla ricerca di un corpo "puro" col quale compiere il rito per la salvezza della sua anima. Ha forti poteri magici e il suo clitoride si trasforma in un pene (Futanari) col quale sottomette le sue vittime.
- Hiroko Takashiro (高城 寛子?, Takashiro Hiroko)

Capelli: rossi
Occhi: viola
Professoressa del club dell'arte della scuola. Si scopre essere un ex-membro del vecchio circolo della magia. Sa usare la magia anche se non allo stesso livello di Kitami.
- Rika Shiraki (白木 里香?, Shiraki Rika)

Capelli: biondi
Occhi: verdi
È la prima ragazza a cadere vittima della magia del libro usato da Minase. Si innamora perdutamente di Minase, e tenta anche il suicidio quando scopre che lui ama Imari e non lei.
- Kaori Saeki (佐伯 香織?, Saeki Kaori)

Capelli: biondi
Occhi: viola
Ragazza scaltra e ambiziosa, ha un forte interesse verso la magia nera, e farebbe qualsiasi cosa per ottenere il potere della Bibbia Nera. Crea il nuovo circolo di magia a scuola. Cerca prima di sedurre Minase per usufruire del suo libro, poi finisce sottomessa da Kitami.
- Mika Ito (伊藤 美香?, Ito Mika)

Capelli: verdi
Occhi: blu
Studentessa dai lunghi capelli verdi che diventa schiava di Kitami. Porta in testa un fiocco nero a forma di orecchie da coniglio.
- Ayumi Murai (村井 亜由美?, Murai Ayumi)

Capelli: blu
Occhi: grigi
Ragazza timida innamorata di un ragazzo di nome Asada-kun, e che chiede a Minase un incantesimo per farlo innamorare di lei, ma anche lei viene sottomessa da Kitami.
- Miyuki Nonogusa (野々草 美由紀?, Nonogusa Miyuki)

Capelli: marrone
Occhi: marrone
Studentessa e membro del club di nuoto, porta gli occhiali e i capelli corti. Come è successo a Ito cade vittima di Kitami. Compare anche in Bible Black: Only con due sue compagne, ma anche qui non viene mai chiamata per nome.
- Yukiko Minase (水無瀬 由起子?, Minase Yukiko)

Capelli: neri
Occhi: gialli
Sorellastra di Minase, ha un ruolo del tutto secondario nella trama.
- Maki Kuritomo

Capelli: blu
Occhi: marrone
Amica di Saeki e membro nel nuovo circolo della magia, come le sue amiche diventa schiava di Kitami.
- Jun Amatuki (Amaki)

Capelli: marrone
Occhi: verdi
Amica di Saeki e membro nel nuovo circolo della magia, come le sue amiche diventa schiava di Kitami.

#### Episodi
Il primo titolo è quello tradotto letteralmente dalla versione originale giapponese, il secondo è quello con cui l'episodio è più conosciuto.
| Nº | Titolo italiano Giapponese 「Kanji」 - Rōmaji                                      | In onda          | In onda |
| Nº | Titolo italiano Giapponese 「Kanji」 - Rōmaji                                      | Giapponese       |         |
| 1  | ''Scuola di magia oscura - Bible Black'' 「黒魔術の学園」 - Kuro majutsu no gakuen | 21 luglio 2001   |         |
| 2  | ''Cerimonia oscura - Bible Black 2'' 「黒の儀式」 - Kuro no gishiki                | 21 agosto 2001   |         |
| 3  | ''Sacrificio oscuro - Secondo Sacramento 1'' 「黒の生贄」 - Kuro no ikenie         | 21 dicembre 2001 |         |
| 4  | ''Carezza oscura - Secondo Sacramento 2'' 「黒の愛撫」 - Kuro no Aibu              | 21 febbraio 2002 |         |
| 5  | ''Cena oscura - Rivelazioni 1'' 「黒の晩餐」 - Kuro no bansan                      | 25 dicembre 2002 |         |
| 6  | ''Discesa oscura - Rivelazioni 2'' 「黒の降臨」 - Kuro no kōrin                    | 25 giugno 2003   |         |

### Bible Black: Gaiden

#### Trama
La storia inizia 12 anni prima degli eventi della 1ª serie. La Bibbia nera viene tradotta e usata dall'allora studentessa Hiroko Takashiro, affascinata dal mondo della magia, insieme alle sue amiche Saki e Rie con le quali fonda il circolo della magia. Takashiro e le sue compagne iniziano così a spadroneggiare nella scuola, guadagnandosi il rancore di Kozono, ragazza che le ha sempre guardate dall'alto in basso la quale finisce vittima di un incantesimo. Una volta libera dalla magia, Kozono medita vendetta e a pagarne le spese sarà la giovane e innocente Kitami.

#### Personaggi
- Junko Mochida

Capelli: azzurri
Occhi: grigi
Amante di Kozono, in intimità la chiama sorellona. Durante i rapporti con lei è sottomessa mentre nella vita scolastica è molto severa e disciplinata. Sarà la prima vittima a subire una magia dalla Bibbia nera che durante una riunione scolastica la costringerà a masturbarsi, davanti alla platea (i ragazzi presenti all'assemblea saranno gli unici spettatori a godere della visione, ragazze e docenti saranno inorriditi), dopodiché sarà spostata in infermeria per riprendersi.
- Nami Kozono

Capelli: neri
Occhi: marrone
Membro del concilio studentesco e di famiglia ricca, è lesbica convinta e ha una relazione con Junko. All'inizio è molto scettica verso la magia ma poi lei stessa è vittima di un incantesimo che la fa cadere nelle braccia di Hiratani. Cerca di sedurre Kitami ma viene respinta. Una volta che viene liberata dalla magia di Hiroko entra nel circolo della magia per vendicarsi.
- Hiroko Takashiro

Capelli: rossi
Occhi: viola
Appassionata del mondo della magia, fonda un circolo della magia a scuola. È la prima capire il potere del libro e lo sfrutta a scuola in cambio di denaro insieme alle sue amiche Saki e Rie, venendo presto sedotta dal potere malefico della Bibbia nera.
- Reika Kitami

Capelli: biondi
Occhi: blu
Nuova studentessa da poco trasferitasi, è gentile, timida e ama gli animali. Respinge le continue avances di Kozono.
- Saki

Capelli: marrone
Occhi: verdi
Amica di Hiroko e Rie.
- Rie

Capelli: verdi
Occhi: rossi
Amica di Hiroko e Saki, è lei a trovare la Bibbia nera in svendita in un negozio.
- Hiratani

Capelli: neri
Occhi: neri
Unico personaggio maschile di questa serie, è uno studente innamorato di Kozono. Grazie alla magia di Hiroko, Kozono si innamora di lui ma una volta sciolto l'incantesimo la ragazza se ne libera.

#### Episodi
| Nº | Titolo italiano Giapponese 「Kanji」 - Rōmaji | In onda        | In onda |
| Nº | Titolo italiano Giapponese 「Kanji」 - Rōmaji | Giapponese     |         |
| 1  | Marchio oscuro 「黒の刻印」 - Kokuin          | 25 maggio 2002 |         |
| 2  | Altare oscuro 「黒の祭壇」 - Kuro no saidan   | 25 agosto 2002 |         |

### Shin Bible Black

#### Trama
Sono passati molti anni dalla Notte di Walpurgis (evento principale della prima serie), e le ragazze del club della magia hanno ormai concluso la scuola e preso strade diverse. Shiraki e Saeki sono diventate insegnanti della loro vecchia scuola, mentre la professoressa Takashiro è diventata una suora-sacerdotessa. Imari è entrata a far parte di un reparto speciale della polizia, come investigatrice del paranormale. Il suo reparto indaga su una serie di macabri omicidi avvenuti tutti mentre le vittime avevano dei rapporti sessuali. I testimoni affermano di aver visto il fantasma di una ragazza sulle scene dei delitti. Saeki intanto fa risorgere il circolo della magia con un nuovo gruppo di studentesse come seguaci, ma non è chiaro se è rimasta dalla parte di Kitami o se la sta combattendo. Nel frattempo Imari e la sua sottoposta del reparto speciale finiscono per sbaglio coinvolte in una rapina e catturate dagli strani rapinatori della banca. Una improvvisata cerimonia mistica iniziata dai rapinatori risveglia Kitami che prende il possesso del corpo di Imari. Successivamente la ragazza ruba di nascosto la lancia di Longinus dalla cassaforte della banca. Imari/Kitami trova la compagna del diavolo, la "donna scarlatta" (colei che partorirà l'anticristo) nella sua sottoposta, Aki. Con l'inganno la coinvolge in una cerimonia durante la quale introduce la lancia di Longinus nella sua vagina. Intanto la ragazza fantasma, identificata come Jody Crowley, e Takashiro interferiscono con la cerimonia ma con scopi differenti. La lancia rimane così bloccata permanentemente nella vagina di Aki che diventa così il bersaglio di vari attacchi delle forze oscure.

#### Personaggi
- Capitano Yuge Touruda
- Kurumi Imari
- Detective Naoto Yamanishi
- Reika Kitami
- Aki Ichikawa
- Kiria Saki
- Jody Crowley
- Infermiera Harada
- Miss Kaori Saeki
- Miss Rika Shiraki
- Hiroko Takashiro
- Yuki Toudou
- Takeshi Oshima

#### Episodi
| Nº | Titolo italiano Giapponese 「Kanji」 - Rōmaji               | In onda          | In onda |
| Nº | Titolo italiano Giapponese 「Kanji」 - Rōmaji               | Giapponese       |         |
| 1  | Capitolo I - Rinascita 「第1章 ロンギヌスの槍 ～復活～」    | 25 aprile 2004   |         |
| 2  | Capitolo II - Riunione 「第2章 ロンギヌスの槍 ～再会～」    | 25 novembre 2004 |         |
| 3  | Capitolo III - Regola 「第3章 ロンギヌスの槍 ～支配～」     | 25 marzo 2005    |         |
| 4  | Capitolo IV - Ricordo 「第4章 ～想起～」                    | 25 ottobre 2005  |         |
| 5  | Capitolo V - Rifiuto 「第5章 ～拒絶～」                     | 25 dicembre 2006 |         |
| 6  | Ultimo capitolo - Riproduzione 「最終章 黒の終焉 ～再生～」 | 25 dicembre 2007 |         |

### Bible Black: Only-ban

#### Trama
La trama di questi due episodi raccoglie diversi e brevi eventi aggiuntivi, che si possono inserire nella storia della prima serie.
Nel primo episodio, vediamo Miss Takashiro che, nel ricordarsi l'esperienza passata col diavolo, viene sottomessa dal vicepreside della scuola, più demone che umano. Nella seconda scena, la protagonista è Ito, che si diverte col suo ragazzo sul terrazzo della scuola.
Nella nuova scena (che è il continuo della precedente) si vedono tre ragazze dopo la lezione di nuoto negli spogliatoi; qui Miyuki Nonogusa (che si era già vista nella prima serie), è legata ed eccitata, contro la sua volontà. Giunge Ito, e col suo ragazzo sottomette le tre studentesse. Nell'ultima sequenza del primo episodio, si vedono alcuni scatti di Saeki prima e dopo la piscina a scuola; Sotto la doccia la ragazza farà poi sesso con due ragazzi, concludendo l'episodio.
Nel secondo episodio Saeki, con le due sue amiche Maki e Amaki, raccolgono lo sperma di diversi ragazzi vergini in una coppa, per un rito magico. Il rito permette a Saeki di ottenere due falli, con i quali si diverte con le sue compagne. Nella seconda parte Yukiko Minase è alle prese con un desiderio erotico incontrollabile, che la porta a essere sottomessa da un suo professore. Infine nell'ultima scena, Miss Takashiro, mentre corregge i compiti dei suoi studenti, non può fare a meno di fantasticare di essere usata da loro, toccandosi nel buio della stanza.

#### Episodi
| Nº | Titolo italiano Giapponese 「Kanji」 - Rōmaji | In onda        | In onda |
| Nº | Titolo italiano Giapponese 「Kanji」 - Rōmaji | Giapponese     |         |
| 1  | Bible Black Only Vol.1 Takashiro, Ito & Swimming Team, Saeki 「Bible Black オンリー版 Vol.1 高城寛子編・伊藤＆水泳部編・佐伯編」 - Bible Black Only Vol. 1 Takashiro Hiroko Hen•Itō & Suieibu Hen•Saeki Hen | 25 luglio 2005 |         |
| 2  | Bible Black Only Vol.2 Yukiko, Saeki, Takashiro 「Bible Black オンリー版 Vol.2 由紀子編・佐伯編・高城編」 - Bible Black Only Vol. 2 Saeki Hen•Yukiko Hen•Takashiro Hen                                      | 25 aprile 2006 |         |

## Doppiaggio
- Kaori Nishijima: Kurumi Imari
- Osamu Tokita: Taki Minase (eps. 2-4)
- Takuya Hiramatu: Taki Minase (eps. 1-2)
- Akemi Kimura: Hiroko Takashiro (eps. 1-2)
- Haruna Kanbayashi: Kaori Saeki
- Hitomi Sae: Ayumi Murai (eps. 1-3)
- Michiru Jyozaki: Reika Kitami
- Nagisa Futami: Hiroko Takashiro (eps. 3-4)
- Rika Koyama: Rika Shiraki
- Akemi Momozawa: Mikimoto
- Kanan Yuzuki: Yukiko Minase
- Kaoru Sanada: Nami Kozono (ep. 3)
- Kimika Sasa: Mika Ito (eps. 1-3)
- Noriko Kida: Saki Shitou
- Saeko Kitamura: Miyuki Nonogusa

## Bonus ed extra
- Bible Black: The School of Darkness: trailer utilizzato per pubblicizzare la prima serie animata.
- Bible Black: Imari Rape Scene: video bonus incluso nell'ultimo boxset dell'anime.